# إنزو بيريز
إنزو نيكولاس بيريز (بالإسبانية: Enzo Nicolás Pérez)‏ لاعب كرة قدم أرجنتيني، يلعب حاليا مع نادي إستوديانتيس دي لا بلاتا الأرجنتيني، وهُو أيضا لاعب دولي سابق مع منتخب الأرجنتين لكرة القدم، وهو من ضمن تشكيلته في كأس العالم 2014 التي أقيمت في البرازيل.

## مسيرته الكروية
لعب إنزو بيريز خلال مسيرته الاحترافية مع 5 أندية في ثمانية عشر موسمًا وسجل خلالها 36 هدفًا ضمن 400 مباراة. حيث فاز في موسمين بالكأس وفي ثلاثة مواسم بالدوري.
خاض إنزو بيريز مسيرته مع نادي غودوي كروز في موسم 2004–05 واستمر معه طيلة ثلاثة مواسم، مشاركًا في 84 مباراة سجل خلالها 13 هدفًا. ثم انتقل إلى نادي إستوديانتيس دي لا بلاتا في موسم 2007–08 ليلعب معه خمسة مواسم، حيث شارك في 133 مباراة سجل خلالها 14 هدفًا. لينتقل بعدها إلى نادي بنفيكا في موسم 2012–13 واستمر معه طيلة ثلاثة مواسم، مشاركًا في 70 مباراة سجل خلالها 9 أهداف. ثم انتقل إلى نادي فالنسيا في موسم 2014–15 واستمر معه طيلة ثلاثة مواسم، مشاركًا في 61 مباراة ولم يسجل أي هدف. هذا وانتقل لاحقًا إلى نادي ريفر بليت في موسم 2017–18 واستمر معه طيلة ثلاثة مواسم، مشاركًا في 52 مباراة ولم يسجل أي هدف أيضًا.

## روابط خارجية
- إنزو بيريز على موقع الاتحاد الدولي (مؤرشف)  (الإنجليزية)
- إنزو بيريز على موقع الاتحاد الأوربي (الإنجليزية)
- إنزو بيريز على موقع قاعدة بيانات كرة القدم.إي يو (الإنجليزية)
- إنزو بيريز على موقع ناشيونال فوتبول تيمز (الإنجليزية)
- إنزو بيريز على موقع Soccerbase.com (لاعب) (الإنجليزية)
- إنزو بيريز على موقع Soccerway.com (الإنجليزية)
- إنزو بيريز على موقع عالم كرة القدم.نت (الإنجليزية)
- إنزو بيريز على موقع AS.com (الإسبانية)